# Poranthera coerulea
Poranthera coerulea là một loài thực vật có hoa trong họ Diệp hạ châu. Loài này được O.Schwarz miêu tả khoa học đầu tiên năm 1927.